# Turó d'en Cabanyes
El Turó d'en Cabanyes és una muntanya de 407 metres que es troba entre els municipis d'Argentona i de Mataró, a la comarca del Maresme.